# プラタナス
プラタナス（学名: Platanus）は、スズカケノキ科スズカケノキ属に属する植物の総称。街路樹・庭園樹として広く用いられている。北半球に自生する樹木であるが、種の数は少ない。大抵30–50 mの高さに育つ。P. kerriiを除いてすべてが落葉性であり、殆どが水辺や湿地で見られ、栽培時に旱魃に耐性があることが証明されている。雑種であるモミジバスズカケノキは都市部でも育ちやすいことが証明されている。

## 名称
プラタナスの語源は、ギリシャ語の platys（広い）であり、大きな葉に由来する。また、英語では、プレーン・ツリー（plane trees）と呼ばれる。また、北アメリカの種（特に、アメリカスズカケノキ）は、シカモーア（sycamore）と呼ばれることもあるが、もとはエジプトイチジク（学名: Ficus sycomorus）がそう呼ばれており、ヨーロッパではセイヨウカジカエデも同様にシカモーアと呼ばれる。
外来種であり、和名はスズカケノキで、松村任三による命名。プラタナスの多数ぶら下がっている鈴のような実や花が、修験者が身に着ける篠懸（すずかけ）に似ていることが名前の由来になっている。
球状の実をつけることから、英語の別名にバトンウッド（button wood）、あるいは バトンボールツリー（button ball tree）というのがあり、「ボタンの木」の意味である。

## 特徴
世界中に広く分布し、耐寒性もあることから寒冷な地方でも成育する。花粉や葉の化石は、シベリアやグリーンランド、アイスランド、スピッツベルゲン島などに多く発見されている。立地への適応性はかなり広く、痩せた土地や乾燥した土地でも育ち、大気汚染にも強いことから都市環境にも適応できる。
葉の形が優美であることに加え、樹皮が剥がれると現れる斑紋がユニークで人気がある。実は球状で目立ち、完熟するとほぐれて多数の小さな堅果が出る。堅果の数は1グラムあたり500粒にもなり、風に吹かれて広く散らされる。

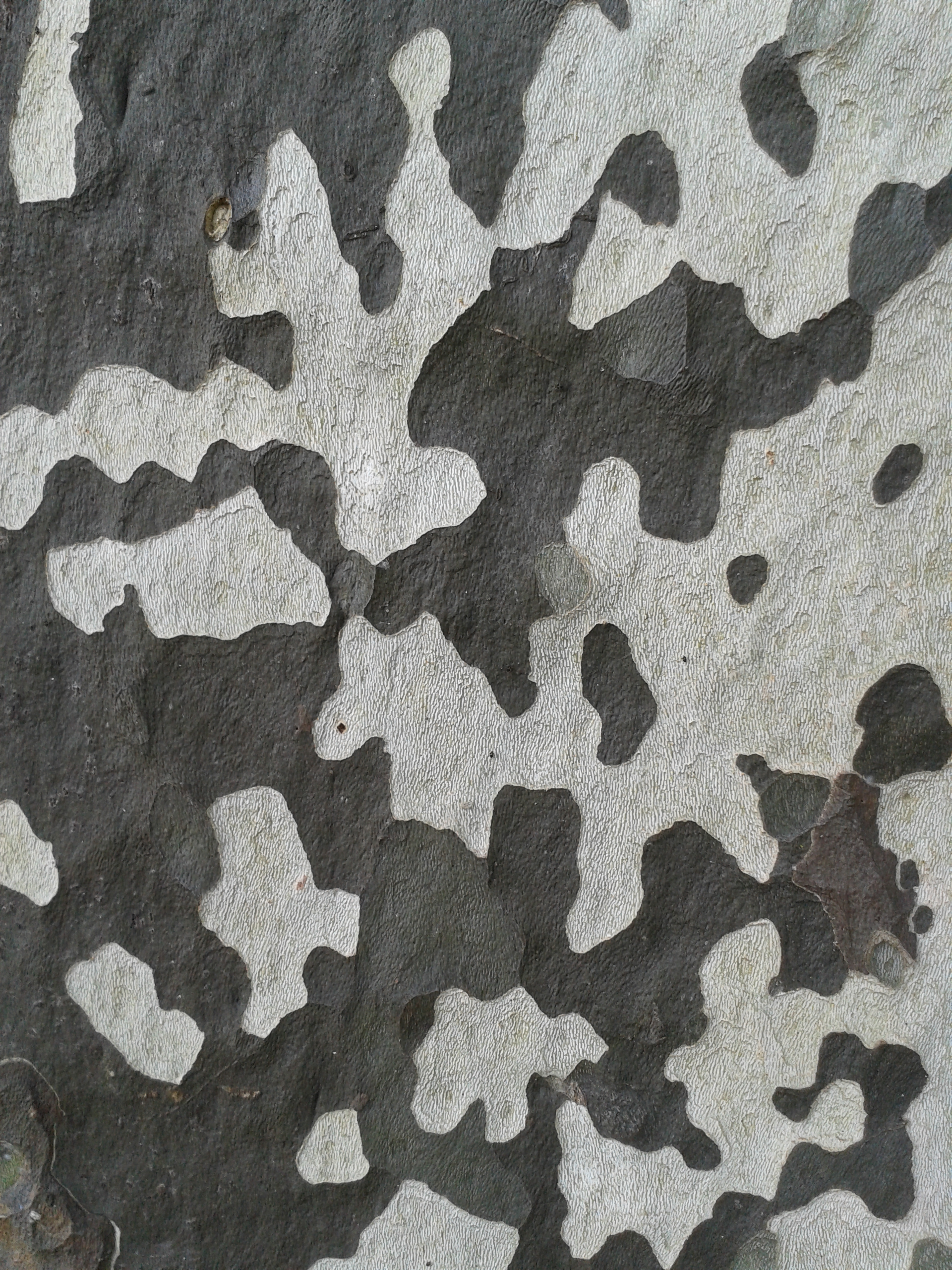
特徴的な樹皮
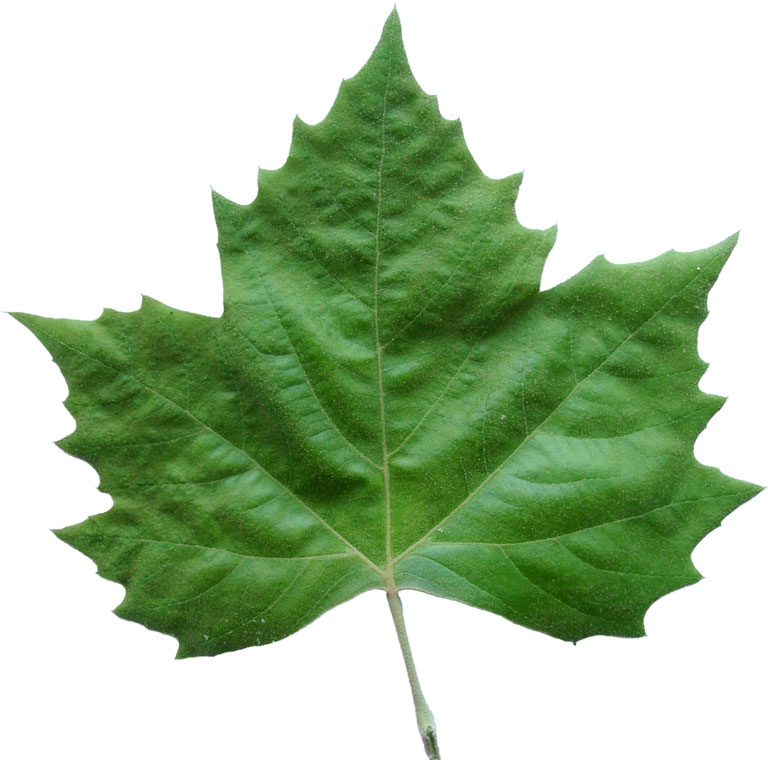
モミジバスズカケの葉
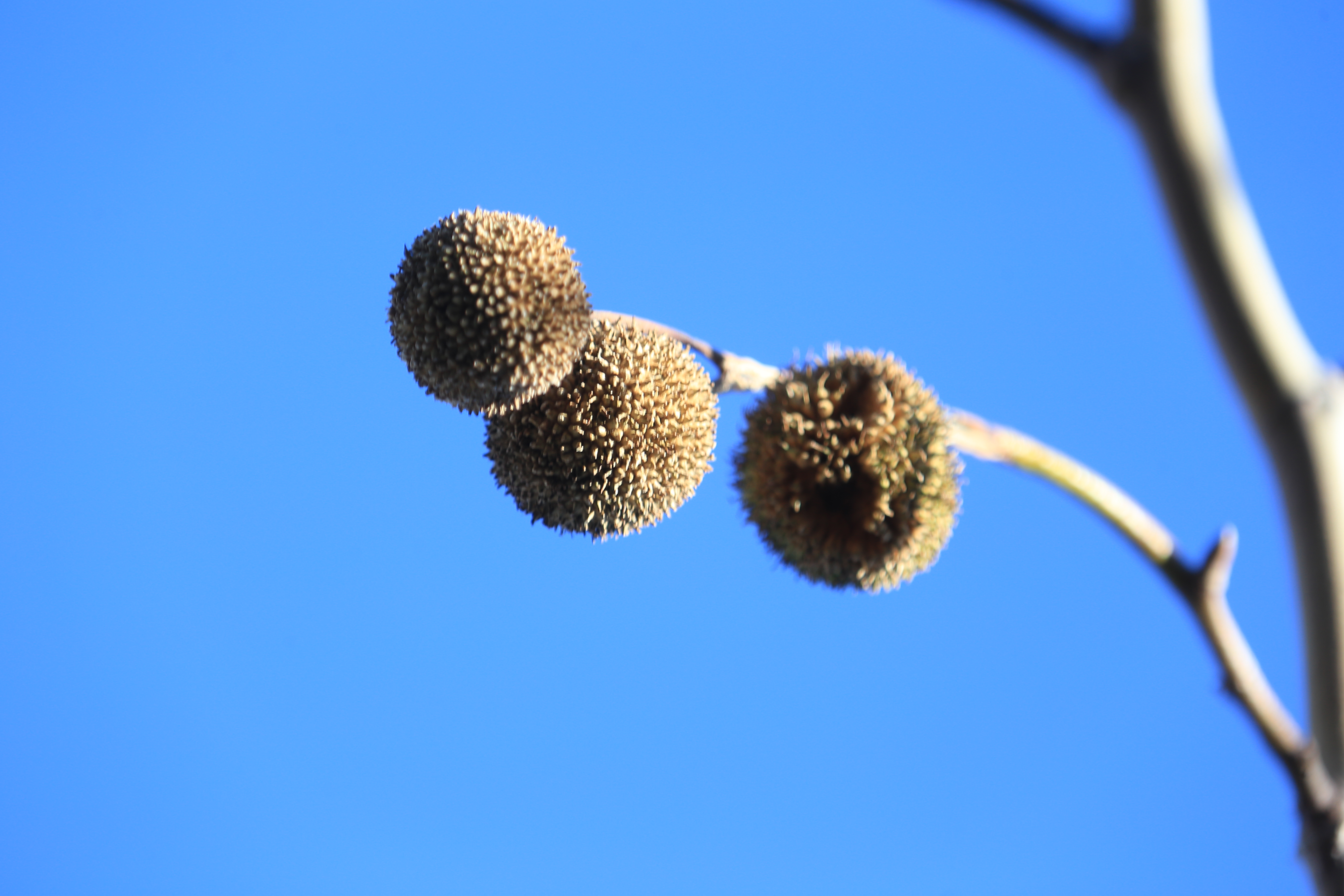
プラタナスの実

## 植栽樹としての利用

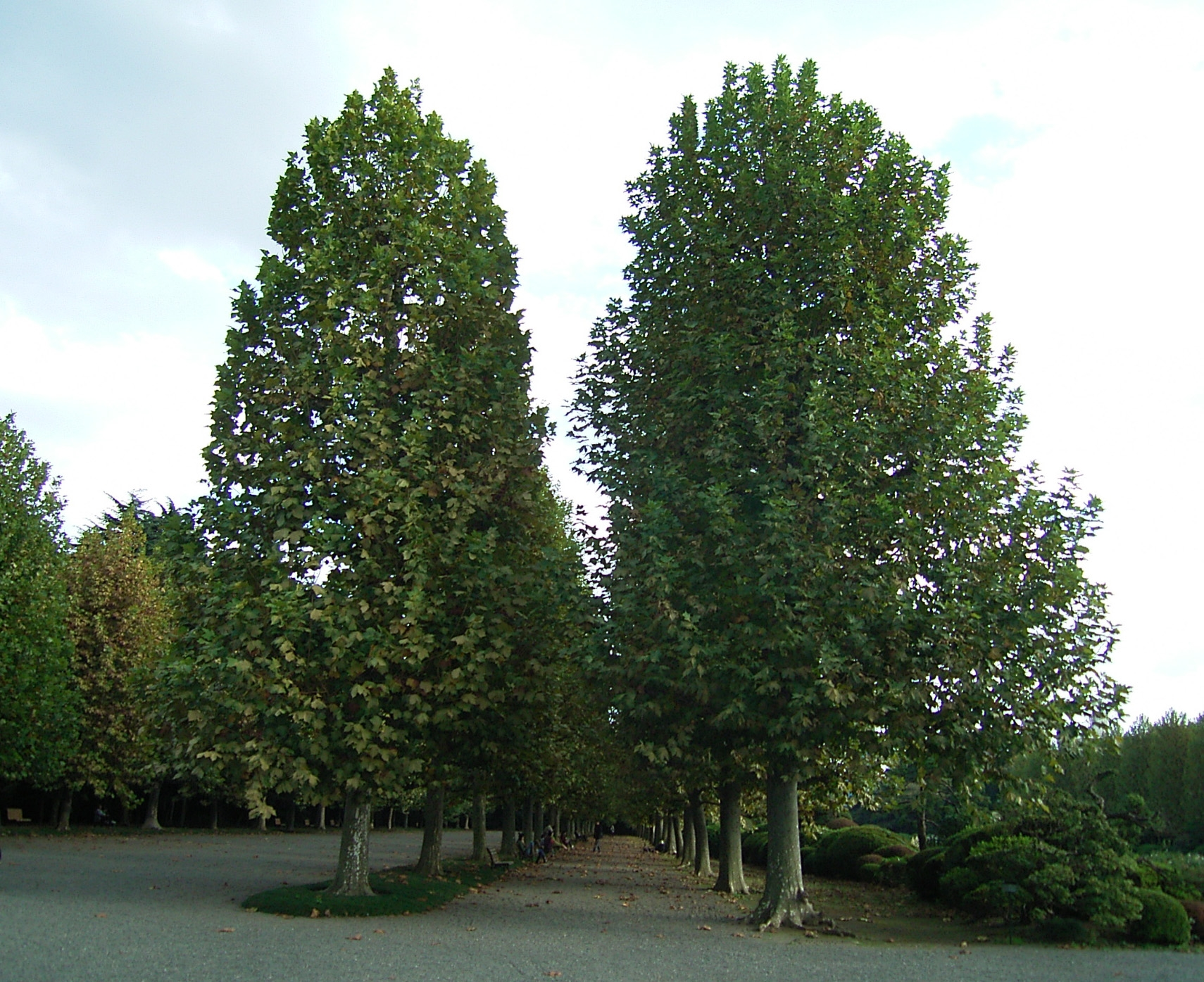
日本のプラタナス発祥の地・新宿御苑のプラタナス並木

葉が大きく落葉樹である（夏は木陰を作り、冬は陽を遮らない）、虫がつきにくい（下に毛虫が落ちてこない）等の特徴から街路樹に適する。世界中の街路樹として最もポピュラーな樹種であり、ニレ、ボダイジュ、マロニエとともに世界四大街路樹の一つに数えられる。また剪定にも強く、植栽樹として都合がよい特性を併せ持っている。街路樹に植えられているプラタナスの多くは、アジア原産のスズカケノキと北アメリカ原産のアメリカスズカケノキの交雑種とされるモミジバスズカケノキである。
街路樹や公園樹に使われた歴史は古く、古代ローマの諸都市で用いられたり、古代ギリシアでも植えられていた。栽培が古かったヨーロッパでは、樹齢1000年から1500年と伝えられるものも少なくなく、目通り直径が10 - 15メートルになる大木が各所で記録されている。イギリスに入ったのは比較的遅く、1636年と伝えられている。ロンドンではアメリカスズカケノキが初期に植えられたが、生育がよくなかったためモミジバスズカケノキに置き換えられていった。当時のロンドンでは産業革命による煤煙に悩まされていて、プラタナスは大気汚染に最も強い樹種として採用された。
世界では古くから街路樹に使われていたが、日本には明治初期に輸入さたとされる。小石川植物園が最初で、その後は目黒林業試験場のほか新宿御苑、日比谷公園に少数が植えられていたのみであった。明治40年、東京市の都市計画の中で街路樹として初めて採用され、新宿御苑から挿し木用の枝を採取して2万本を目標に培養し、明治43年に当時の芝区桜田本郷町に十数本が植えられたのが街路樹としての最初である。翌44年には神田御徒町に397本、日本橋に63本が植えられ、以後普及を見るに至った。

## 主な種
- Platanus gentryi
- Platanus kerrii
- メキシコスズカケノキ Platanus mexicana
メキシコに分布する二種のうちのひとつで、メキシカーナともいう[2]。
- アメリカスズカケノキ Platanus occidentalis
北アメリカの種で、オキシデンタリス、セイヨウスズカケノキともいう[7]。
- スズカケノキ Platanus orientalis
主にヨーロッパの種類で、種小名 orientalis（オリエンタリス）は、原産地がトルコ、ペルシア、ギリシアなどだったことに由来する[7]。
- カリフォルニアスズカケノキ Platanus racemosa
アメリカ西海岸沿いのカリフォルニア州からメキシコまで分布する[2]。
- Platanus rzedowskii
- アリゾナスズカケノキ Platanus wrightii
アメリカ南部地方に分布する種[7]。
- モミジバスズカケノキ Platanus x acerifolia
スズカケノキとアメリカスズカケノキの雑種といわれる。和名は葉の形に由来する[7]。

## プラタナスが登場する作品
- 音楽
  - 「オンブラ・マイ・フ」(ゲオルク・フリードリヒ・ヘンデル)、詩はプラタナスの木陰への愛を歌ったもの。
  - 「鈴懸の木の道で「君の微笑みを夢に見る」と言ってしまったら僕たちの関係はどう変わってしまうのか、僕なりに何日か考えた上でのやや気恥ずかしい結論のようなもの」(AKB48)
  - 「やさしさなら間に合ってる」 （乃木坂46）
  - 「Gradation」（五十嵐浩晃 Duet With RAJIE）
  - 「家路」（拝郷メイコ）
  - 「永遠」(BoA)
  - 「永遠のたそがれ」（斉藤由貴）
  - 「風」（はしだのりひことシューベルツ）
  - 「風のInvitation」（福永恵規）
  - 「白い天使が降りてくる」(RAG FAIR)
  - 「主人公」（さだまさし）
  - 「鈴懸の径」（佐伯孝夫）（灰田有紀彦）（灰田勝彦）
  - 「星のルージュリアン」（松任谷由実）
  - 「September Blue Moon」（松任谷由実）
  - 「サンドキャッスル」（松任谷由実）
  - 「小さな街のプラタナス」（小椋佳）
  - 「ハロー・グッバイ」（柏原よしえ他）
  - 「Bitter Memories」（爆風スランプ）
  - 「冬来たりなば」（堀込高樹（キリンジ））
  - 「プラタナス」(ACIDMAN)
  - 「星降る街角」（敏いとうとハッピー&ブルー）
  - 「真冬の帰り道」（ザ・ランチャーズ）
  - 「プラタナスの葉末に風は眠る」(ALI PROJECT)
  - 「Atlas」（二枚目 (アルバム)　ゴスペラーズ）
  - 「プラタナス」（BARICANG）
  - 「別離（わかれ）」（サザンオールスターズ）
  - 「E-JAN」（忌野清志郎）
  - 「たそがれの銀座」（黒沢明とロス・プリモス）
  - 「街」（高石とも也）
- 文学
  - 「銀河鉄道の夜」（宮沢賢治）
  - 「壁」（安部公房）
  - 「ハリーポッター」シリーズ　（J・K・ローリング）
  - 「プラタナス夜もみどりなる夏は来ぬ」（石田波郷の代表作である俳句）
  - 「プラタナスの木」（椎名　誠）